# Münster

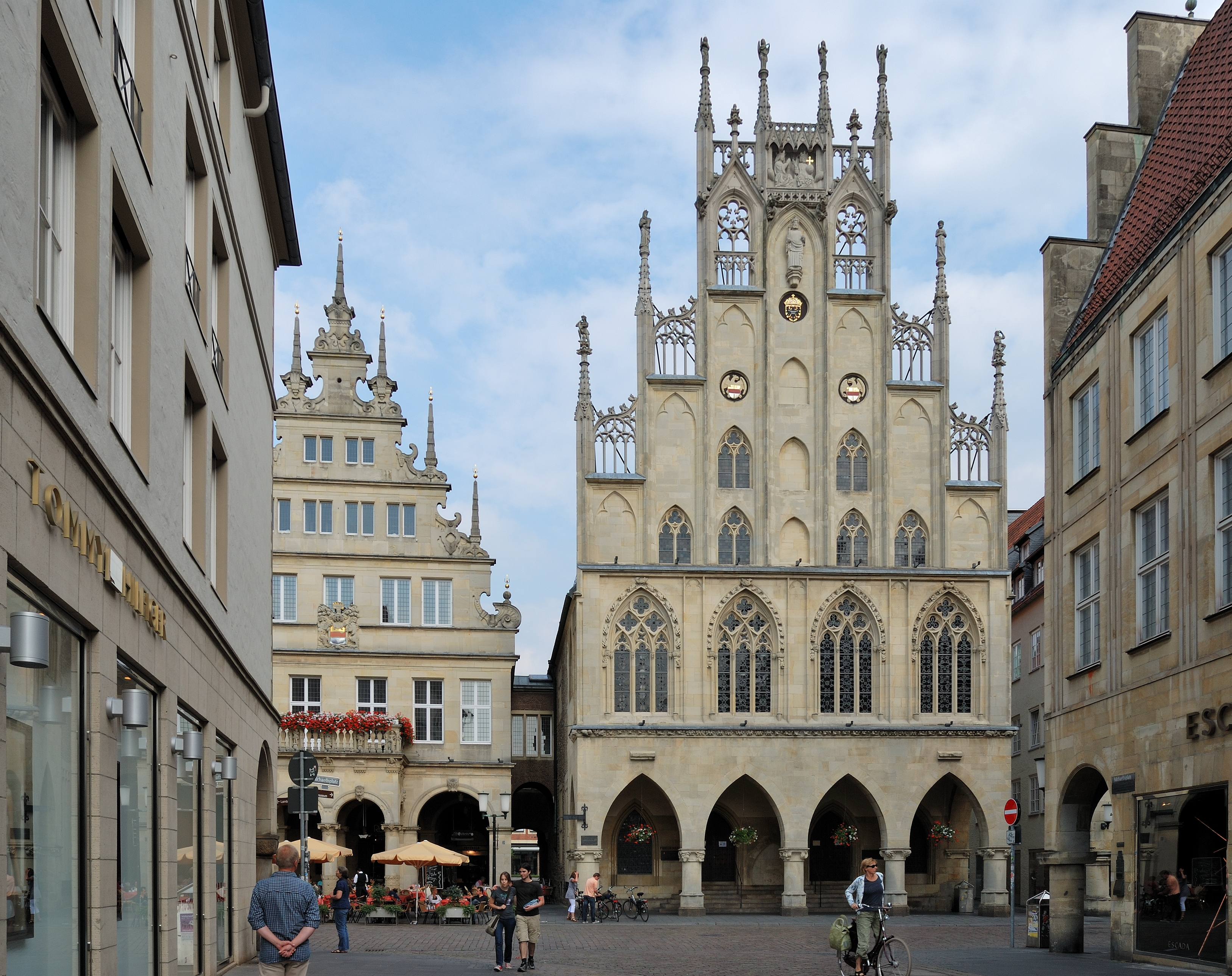
Gotycki ratusz

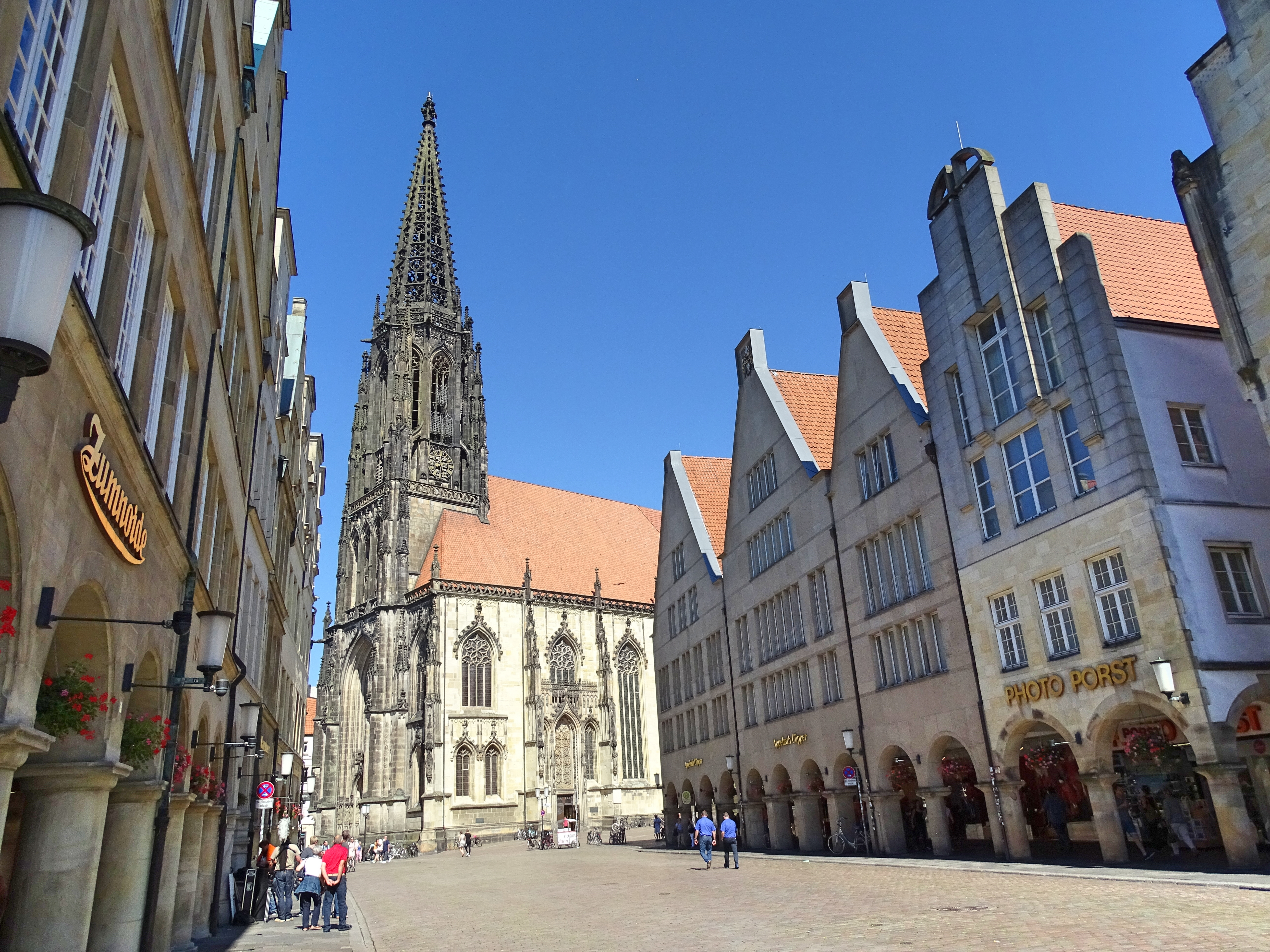
Stary bazar kupiecki Prinzipalmarkt

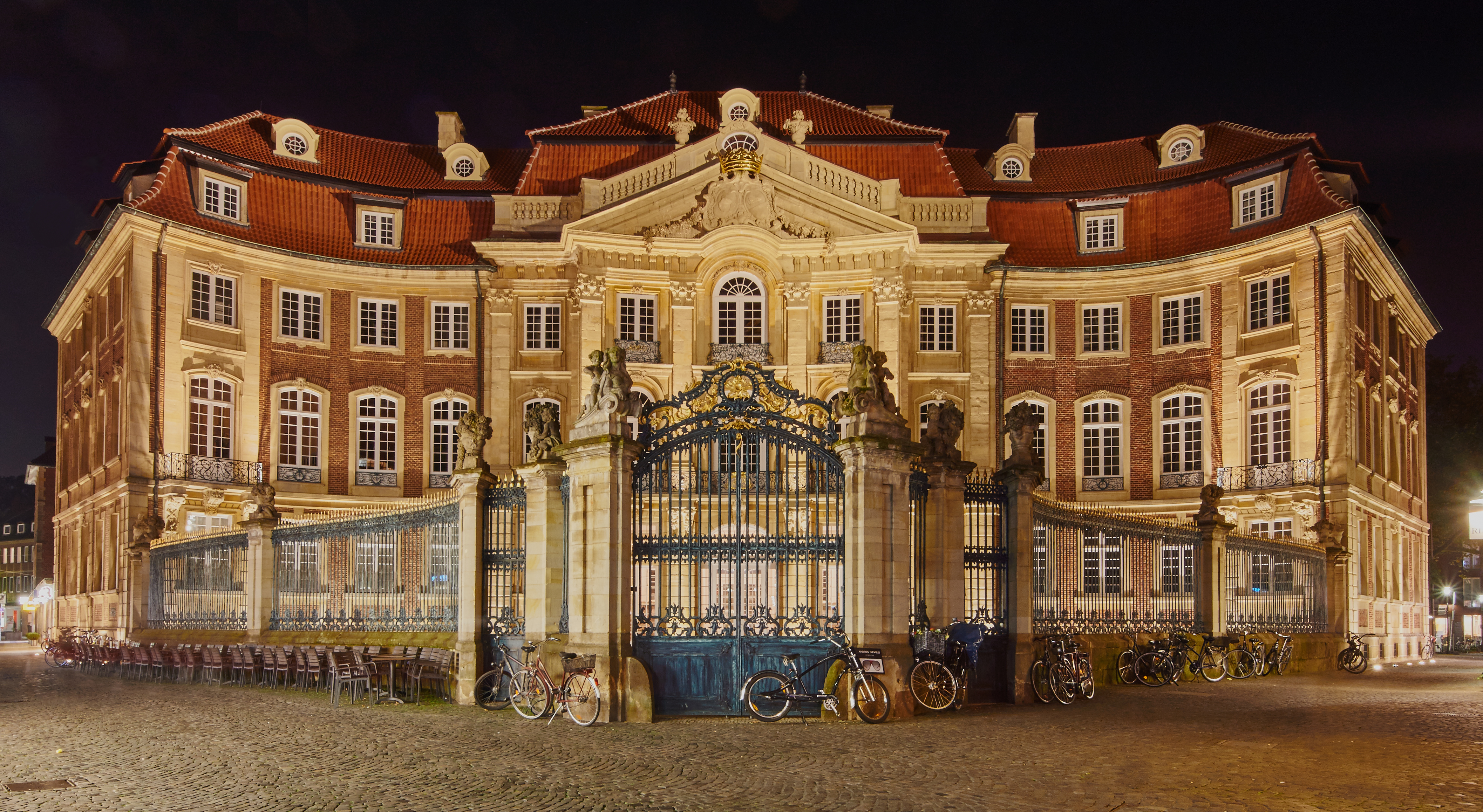
Dwór Erbdrostenhof

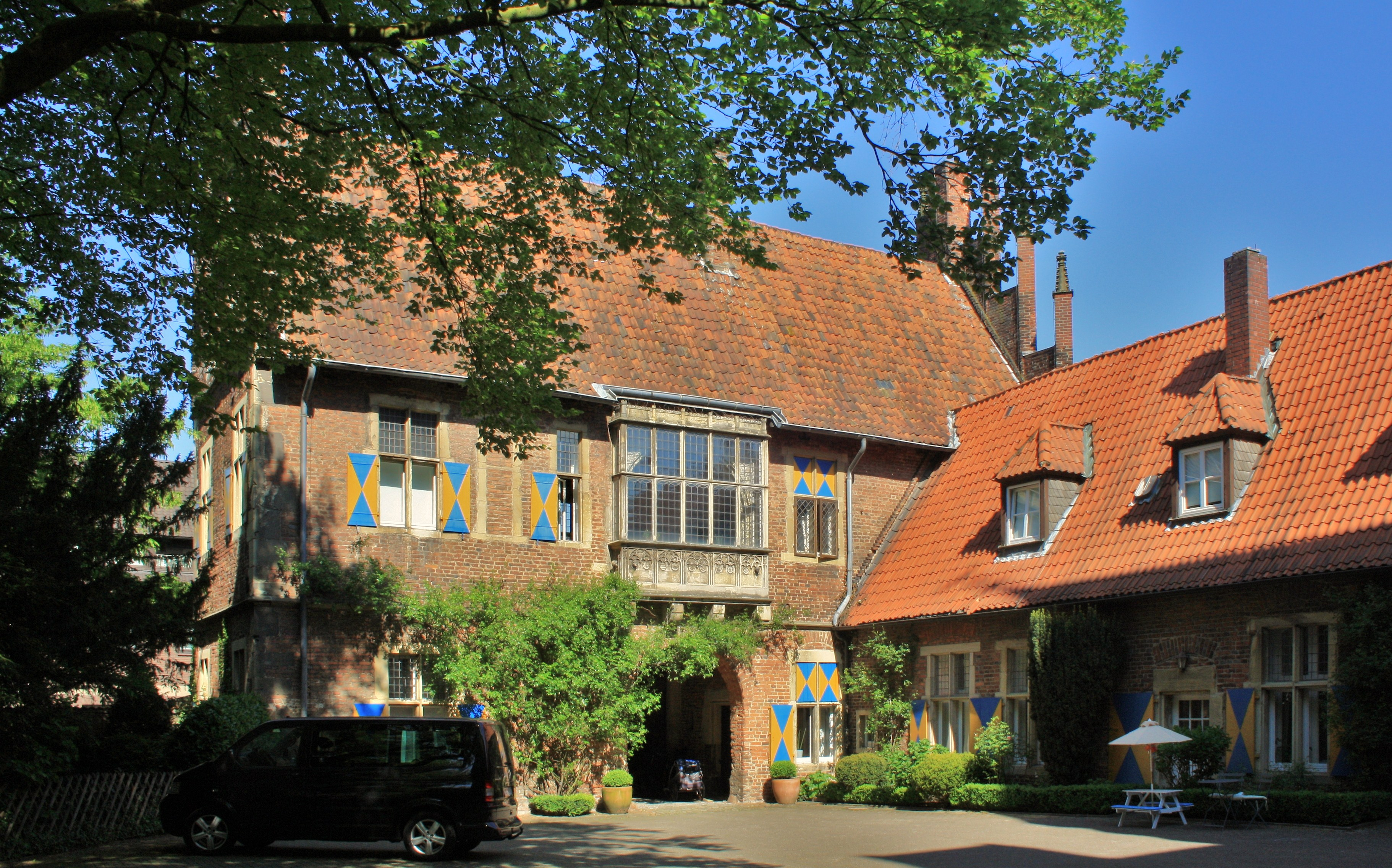
Drostenhof Wolbeck

Münster – miasto na prawach powiatu w Niemczech, położone w północnej części kraju związkowego Nadrenia Północna-Westfalia, siedziba rejencji Münster.

## Historia
Na terenie obecnego miasta znajdowało się zniszczone w VIII wieku osiedle saskich plemion o nazwie Mimigernaford. Oficjalnie Münster został założony w 793 przez Karola Wielkiego jako klasztor monasterium z osadą przyklasztorną. W roku 1168 nastąpiło przyznanie praw miejskich, pod koniec XIII wieku miasto przystąpiło do Hanzy. W 1534/1535 do władzy w Münster doszli anabaptyści (m.in. Jan Matthijs, Jan z Lejdy), którzy założyli tzw. komunę monasterską. W 1648 w Münster i Osnabrück został podpisany traktat pokojowy kończący wojnę trzydziestoletnią. W 1803 miasto wcielono do Prus. Podczas II wojny światowej w Münster funkcjonowało kilka podobozów pracy przymusowej, a za egzekucje polskich robotników odpowiedzialny był zastępca szefa tamtejszego Gestapo Gerhard Bast. Stare Miasto zostało w 91% zniszczone podczas nalotów alianckich w październiku 1944, lecz po wojnie w znacznym stopniu odbudowane.
W języku polskim używana bywa też nazwa Monaster/Monastyr.

## Gospodarka
W mieście rozwinął się przemysł maszynowy, chemiczny, gumowy, materiałów budowlanych, szklarski, drzewny, spożywczy oraz poligraficzny.

## Polityka
- Nadburmistrz: Markus Lewe (CDU)
- Rada miejska (po wyborach w dniu 30.08.2009):
  - CDU: 31 radnych
  - SPD: 20 radnych
  - Zieloni: 16 radnych
  - FDP: 7 radnych
  - Inne partie i inicjatywy łącznie: 6 radnych

## Turystyka
Münster jest jednym z najbardziej atrakcyjnych turystycznie miast w Westfalii. Szacuje się, że co roku przyjeżdża tu ok. pięć milionów turystów. W 2004 roku nocowało ich tu pół miliona, z czego prawie 50 tysięcy było obcokrajowcami.
Dużą część stanowią Holendrzy, którzy przyjeżdżają masowo na zakupy podczas imprez jak jarmark wigilijny, ale także i ze względu na powiązania miasta z dziejami Holandii: podpisanie pokoju westfalskiego w 1648 w Münster zapoczątkowało państwowość Republiki Zjednoczonych Prowincji, która odzyskała niepodległość od korony hiszpańskiej. W mieście przebywa także wielu innych, przede wszystkim młodych, obcokrajowców, studiujących tu na uniwersytecie i w innych szkołach wyższych.
Ze względu na dużą liczbę studentów i małe uprzemysłowienie, Münster sprawia wrażenie miasta, w którym kwitnie życie towarzyskie, czego dowodem są liczne knajpy i kawiarnie. W 2004 roku miasto wygrało w swojej kategorii nagrodę LivCom przyznawaną miastom o najwyższej jakości życia na świecie.

### Zabytki
- Stary Ratusz z tzw. Salą Pokoju (Friedenssaal)
- Bazar Kupców – Prinzipalmarkt, wąski, długi plac w samym centrum miasta ze średniowiecznym zarysem. Otoczony jest kamienicami z charakterystycznymi szczytami i arkadami. Przy placu stoją też ratusz i kościół św. Lamberta (St. Lamberti). Prinzipalmarkt jest swoistą galerią handlową i jednym z najbardziej ulubionych przez Niemców miejsc w całym kraju[5].
- Katedra św. Pawła (St. Paulus)
- kościół św. Lamberta – Lambertikirche
- pałac książąt-biskupów – Fürstbischöfliches Schloss
- dwór rodziny Erbdroste – Erbdrostenhof.

## Transport
Münster jest nazywany miastem rowerowym. Szacuje się, że w mieście jest około 500 000 rowerów. Drogi rowerowe tworzą sieć o długości 275 km.

## Sport
- USC Münster – klub piłki siatkowej kobiet
- Preußen Münster – klub piłkarski

14 września 2024 roku w Münster odbył się start 67. Balonowego Pucharu Gordona Bennetta.

## Współpraca
Miejscowości partnerskie:
- Francja: Beaugency, Orlean
- Polska: Braniewo, Lublin
- Stany Zjednoczone: Fresno
- Norwegia: Kristiansand
- Tunezja: Monastyr
- Turyngia: Mühlhausen/Thüringen
- Rosja: Riazań
- Izrael: Riszon le-Cijjon
- Wielka Brytania: York
- Holandia: Enschede